# تاو۷ مار
تاو۷ مار یک ستاره است که در صورت فلکی مار قرار دارد.